# Кучхюр
Кучхюр — село в Курахському районі Дагестану.
Площа села 5тис. гектарів. В селі 466 дворів та 1800 осіб населення.
Найстаріше село в Курахському районі. Точна дата виникнення невідома. Основою села вважається Кьешенг магле, потім до нього приєдналися близькі аули. Село виникло з чотирьох сіл, що переселилися сюди. Звідси і назви — «Кьудхуьр» або «Куьч хьайибурун хуьр», «село з чотирьох сіл» та «село тих, що переселилися». З часом назва перейшла в «Кьуьчхуьр». Як і багато сіл, у давнину Кучхюр мав оборонні стіни, вежі та залізні ворота через які можна було потрапити в село. Донині збереглася в селі трохповерхова мечеть, надписи на каміннях якої написані шрифтом Куфі. Зберігся і арочний міст, але від початку переселення кучхюрців на рівнину міст та мечеть починають розвалюватись. Кочхюр межує з територіями сіл Тітел, КІіміхюр, Кумух, Курах, Цілінг, Бахцуг і Філер, Гапцаг (Докузпаринський район), Хъуьлер (Ахтинський район). Село розділено на п'ять магалів: Кьешенг магьле, Ішахь, Лакахъ (Сенгер), ТІула та Варазан. Є 7 мостів (5 арочних), 3 мечеті, 5 святих місць (пІир), 5 джерел. З трох сторін села протікають річки.
Після землетрусу 1966 року кучхюрці масово переселяються на рівнину.